# Reverend Lovejoy
Reverend Timothy "Tim" Lovejoy, és un personatge de la sèrie animada Els Simpson. La seva veu original la hi dona Harry Shearer. En la versió Castellana el seu doblador és Juan Antonio Arroyo. Lovejoy és el pastor de la Primera Església de Springfield, l'església protestant de Springfield on la majoria dels personatges del programa assisteixen regularment. Al principi de bon cor i ambiciós, Lovejoy s'ha convertit en apàtic cap als altres, a causa de persones com Ned Flanders que són preocupacions constants. Matt Groening va indicar que el nom de Lovejoy va posar-lo en honor del carrer NW Lovejoy, que està a Portland, Oregon, Estats Units.

## Informació general
Professa la religió Protestant, el Braç Occidental del Presbiterianisme, segons diu un dels més recents capítols.
El personatge va canviant a través de la sèrie, en els primers capítols, era bastant complaent i ajudava de bona manera a Ned Flanders en tots els seus dubtes, però després apareix com una mica més intolerant i fins i tot una mica burleta sobre les preguntes i dubtes de Ned. Tal és el cas que en una ocasió li proposa, o suggereix, que canviï o "provi" altres religions, ja que segons ell, totes són semblants.
En l'episodi In Marge We Trust, temporada 8, Lovejoy li explica a Marge que durant els anys 1970 ell tenia grans ideals i no tenia problemes per ajudar en el que fos necessari a totes les persones, però quan va arribar a Springfield, es va trobar amb Ned Flanders que literalment el trucava per consultar coses diverses moltes vegades per dia fins i tot ho feia mentre estava de vacances, de poc aquesta situació va ser descantellant els pensaments i la moral de Lovejoy, fins a tornar-se una persona una mica intolerant, així que quan la gent el cridava per preguntar coses, inclòs Flanders, simplement contestava "Llegeix la Bíblia" o respostes improvisades. En els seus temps lliures, Lovejoy es dedica als seus trens de miniatura.

## Els diumenges
Pel que sembla els seus sermons són una mica prolongats i avorrits, mancats d'entusiasme, ja que tant Homer com Lisa i Bart s'adormen o s'avorreixen durant el servei religiós, Marge és l'única que realment té entusiasme per aquest servei a l'església. Pel que fa a les donacions que es realitzen els diumenges, en un episodi esmenta que Els delmes han de ser sobre el brut del sou i no sobre el net, per la qual cosa s'entén que és bastant pretensiós, fins i tot sembla que aquesta competència també la porta Ned Flanders, això es va veure en l'episodi en què Homer apareix com molt caritatiu llavors quan passa el cistell de les donacions va obtenir molt més que el cistell de Ned, i això molestà molt a Flanders.

## La fe de Lovejoy
Si bé és un bon home i se'l veu amb molta fe, de vegades això sembla posar-se en dubte, quan el cometa que Bart s'anava a estavellar contra Springfield, va dir corrent pel carrer "Tot està acabat, això és la fi". De totes maneres en diversos episodis és mostrat bastant atlètic i amb bona predisposició per ajudar, com quan va salvar a Ned Flanders d'uns mandrils que l'estaven atacant i després ho va relatar en el sermó de diumenge.
I és una mica intolerant amb les altres religions que alguns dels personatges dels simpson prenen, com el judaisme o l'hinduisme.

## Família
La família Lovejoy està composta pel reverend, la seva esposa Helen i la seva filla Jessica. La seva dona es caracteritza per estar excessivament interessada en la vida privada i personal de la gent de Springfield, per la qual cosa se la coneix com una de les habitants més xafarderes de la ciutat.
Per la seva banda Jessica es caracteritza per ser una nena problemàtica, poc aferrada a les regles de convivència, i manipuladora. Això pot ser explicat per la manca d'atenció rebuda per part dels seus pares durant la seva infància. El reverend decideix enviar-la a un internat, en un intent d'acabar amb aquestes conductes conflictives, però, és expulsada sense haver pogut mostrar cap progrés. Torna a aparèixer en l'episodi Marge Gamer on se la veu jugant un partit de futbol contra l'equip de Lisa i el reverend i la seva esposa l'encoratgen.